# آویکو، بخش سار
آویکو، بخش سار (به لاتین: Aaviku, Saare County) یک روستا در استونی است که در دهستان لایمیالا واقع شده‌است.